# 莫科内西
莫科内西（義大利語：Moconesi），是意大利热那亚省的一个市镇。总面积16.2平方公里，人口2714人，人口密度167.5人/平方公里（2009年）。ISTAT代码为010036。